# Edvard Brandes

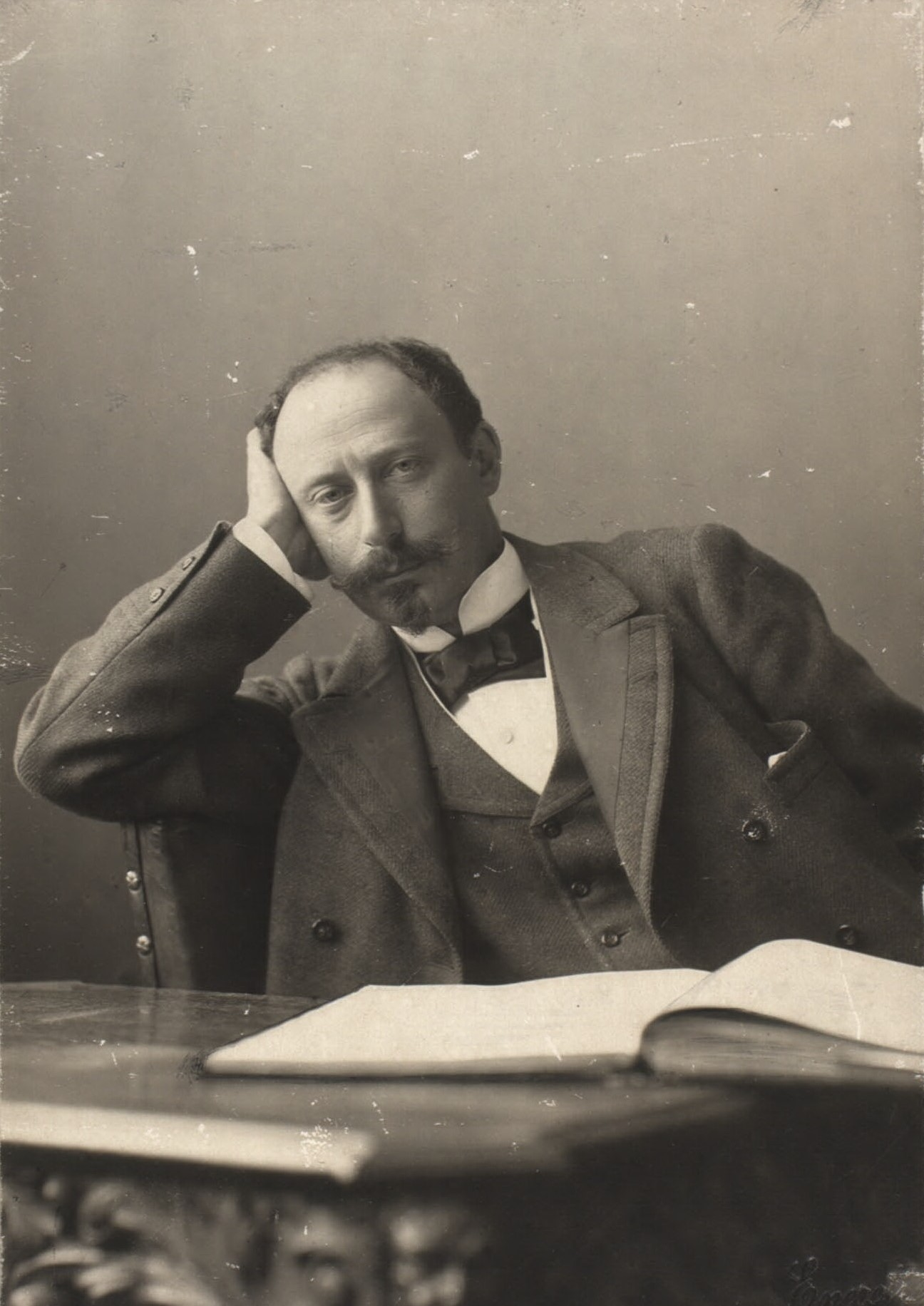
Edvard Brandes

Carl Edvard Cohen Brandes (* 21. Oktober 1847 in Kopenhagen; † 20. Dezember 1931 ebenda) war ein dänischer Politiker der Partei Det Radikale Venstre, Theaterkritiker, Dramatiker und Romanautor.

## Leben
Edvard Brandes ist der Bruder von Georg Brandes, dem er bei seinen Ideen und Vorhaben sein ganzes Leben half. Brandes studierte Philologie und Sprachwissenschaft an der Universität Kopenhagen. Nach dem Studium, von 1871 bis 1904, arbeitete er u. a. als Theaterkritiker und unterstützte vor allem das moderne gesellschaftskritische Drama. Henrik Ibsen, Bjørnstjerne Bjørnson und auch August Strindberg schätzten seine Kritik. Zusammen mit Viggo Hørup und Herman Meyer Bing gründete Brandes die Zeitung Politiken, deren Chefredakteur er auch von 1901 bis 1904 war. Von 1909 bis 1910 wurde Brandes zum Finanzminister seines Landes berufen. Von 1913 bis 1920 bekleidete er diesen Posten nochmals.
Neben seinem Bruder Georg war Edvard Brandes eine der wichtigsten Personen des liberalen Bürgertums in Dänemark am Ende des 19. Jahrhunderts. Er war ein bedeutender Dramaturg. Seine zu seiner Zeit regelmäßig gespielten Stücke werden zurzeit nicht aufgeführt.

## Werke
Romane
- 1889: Ein Politiker (En politiker)
- 1898: Das Blendwerk des Glücks (Lykkens Blændværk)
- 1899: Das junge Blut (Det unge Blod)

Theaterstücke
- 1881: Arzneimittel (Lægemidler)
- 1882: Ein Besuch (Et Besøg)
- 1882: Auf felsigem Grund (Paa gyngende Grund)
- 1883: Garman & Worse (Garman & Worse), Bühnenbearbeitung des Romans von Kielland
- 1884: Eine Verlobung (En Forlovelse)
- 1885: Ein Bruch (Et Brud)
- 1888: Übermacht (Overmagt)
- 1891: Nach dem Gesetz (Under Loven)
- 1895: Asgerd (Asgerd)
- 1898: Kleine Schauspiele (Smaa Skuespil)
- 1901: Die Primadonna (Primadonna)
- 1904: Hart auf hart (Hårdt mod hårdt)
- 1904: Vera (Vera)

Schriften über das Theater
- 1880: Dansk Skuespilkunst
- 1881: Fremmed Skuespilkunst
- 1898: Holberg og hans Scene